# Guapé
Guapé este un oraș în Minas Gerais (MG), Brazilia.